# Décret du 14 frimaire an II sur l'assèchement des marais

Le décret du 14 frimaire an II (4 décembre 1793) porte sur l’assèchement et la mise en culture immédiate de la quasi-totalité des étangs et marais en France. Il est aussi appelé par Danton la « conjuration contre les carpes ».
Le problème affecte des régions entières, telles la Dombes, la Sologne ou la Brenne : la présence de nombreuses étendues d’eau stagnante favorise en effet la reproduction des moustiques, et les maladies les accompagnant, comme le paludisme. De plus, ces étangs avaient souvent été creusés par des moines pour y faire l’élevage de poissons. La Convention supprimait ce qui était assimilé à un privilège, afin de résoudre les crises  frumentaires.

## En art
- Ridicule, film de Patrice Leconte, 1996.